# 和布刈公園

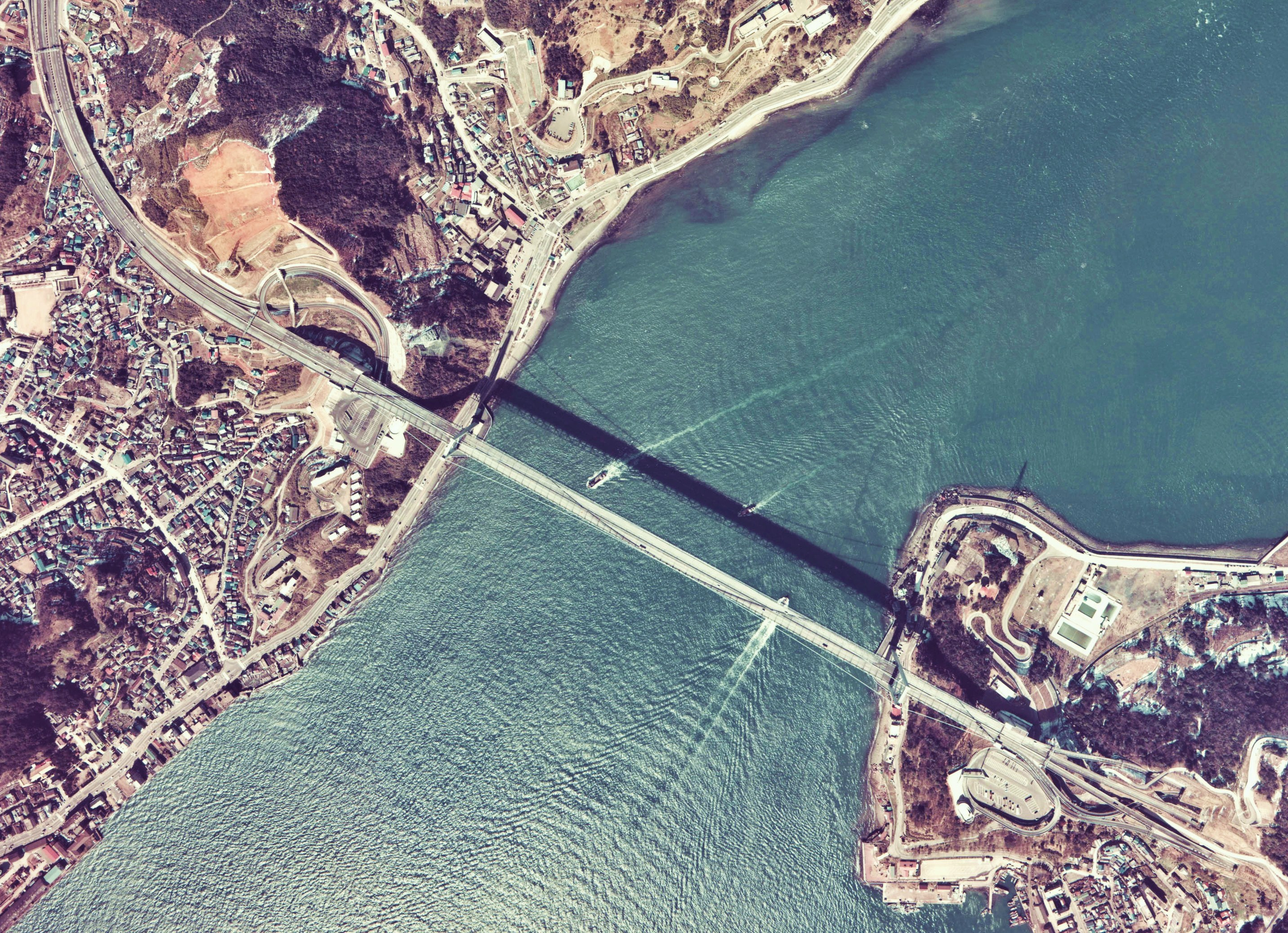
関門海峡の一角である早鞆瀬戸周辺の、1974年（昭和49年）に撮影された空中写真で、若干見切れているが、右下（南東）の陸地がおおよそ和布刈公園の区域である。
道路の配置やこの時点で既にある施設は、見る限りでは当時と今とで違いは無い。区域の北西端にある岬は潮見鼻、西南端にある岬は柁ヶ鼻。瀬戸の両岸を結んでいる橋は関門橋で、対岸は有名な壇ノ浦。

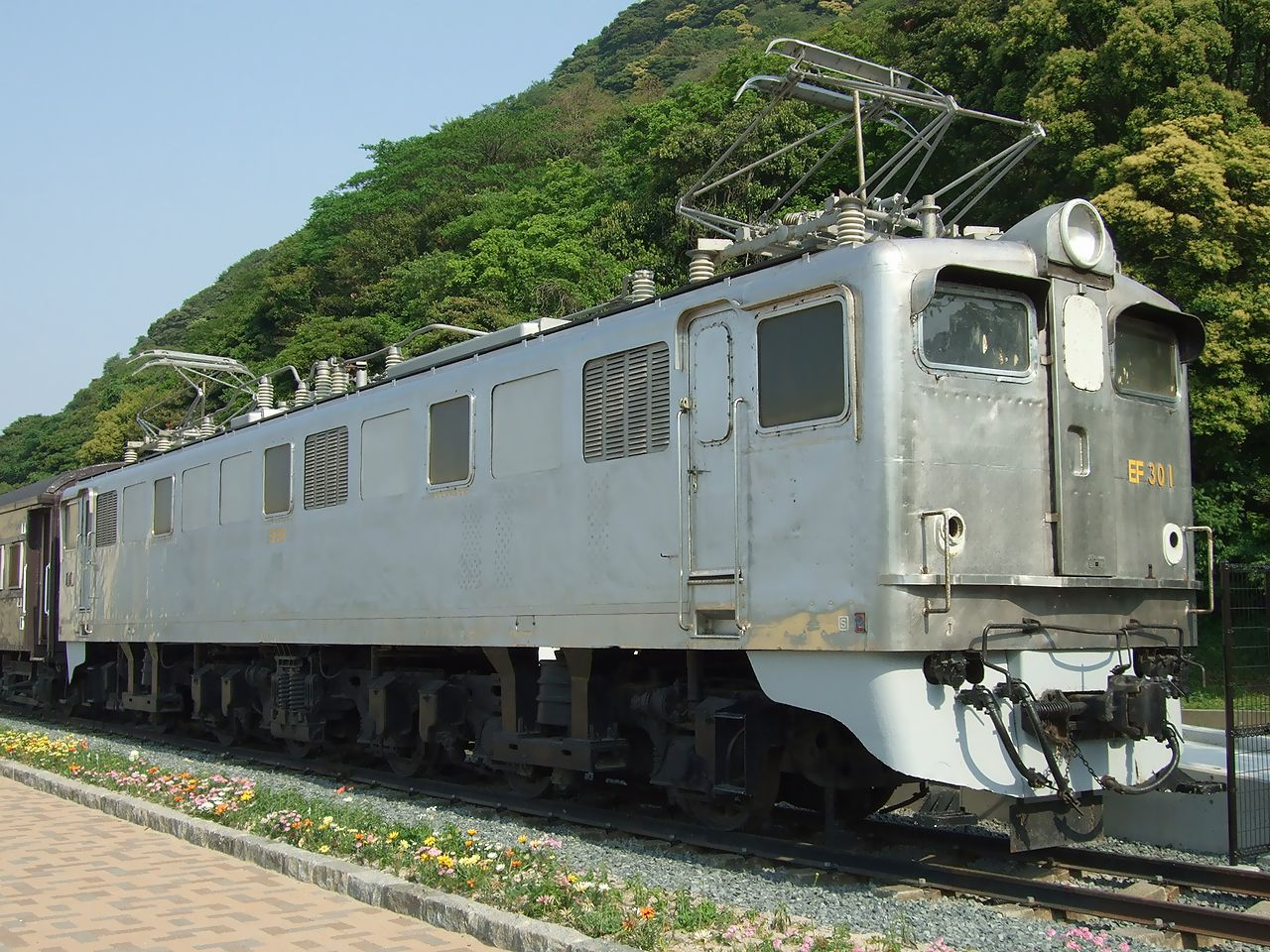
EF30 1電気機関車

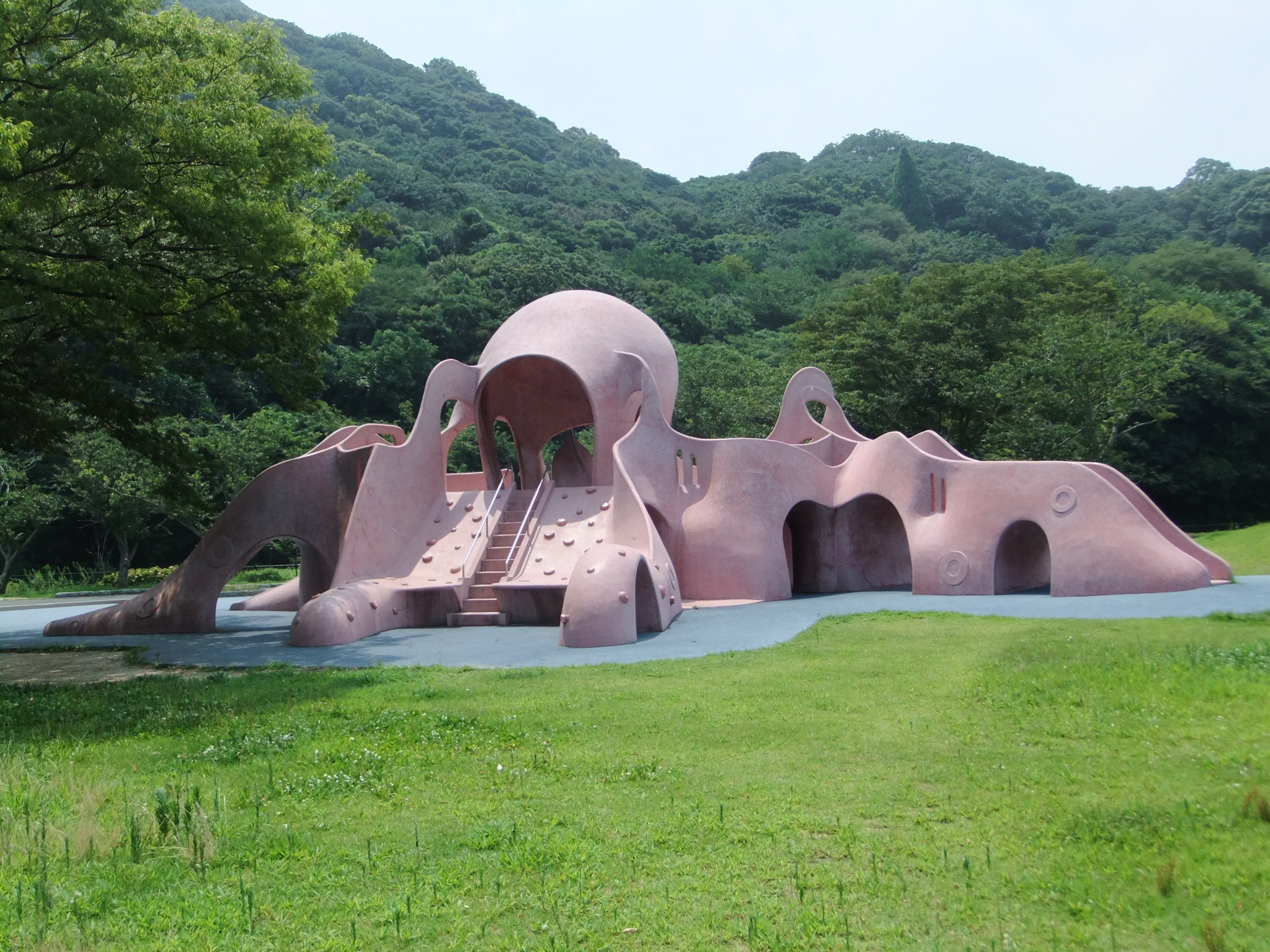
タコ山

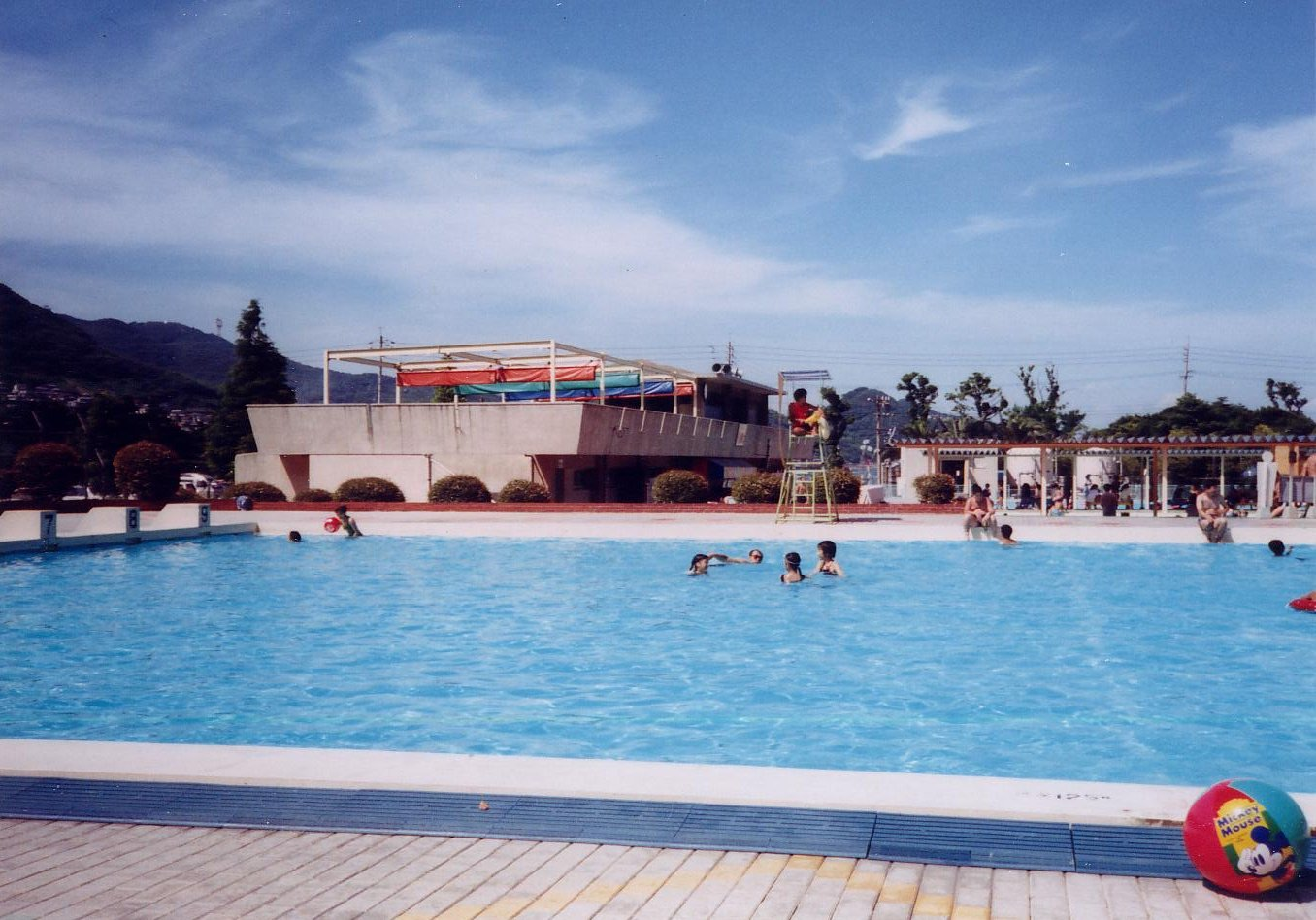
塩水プール

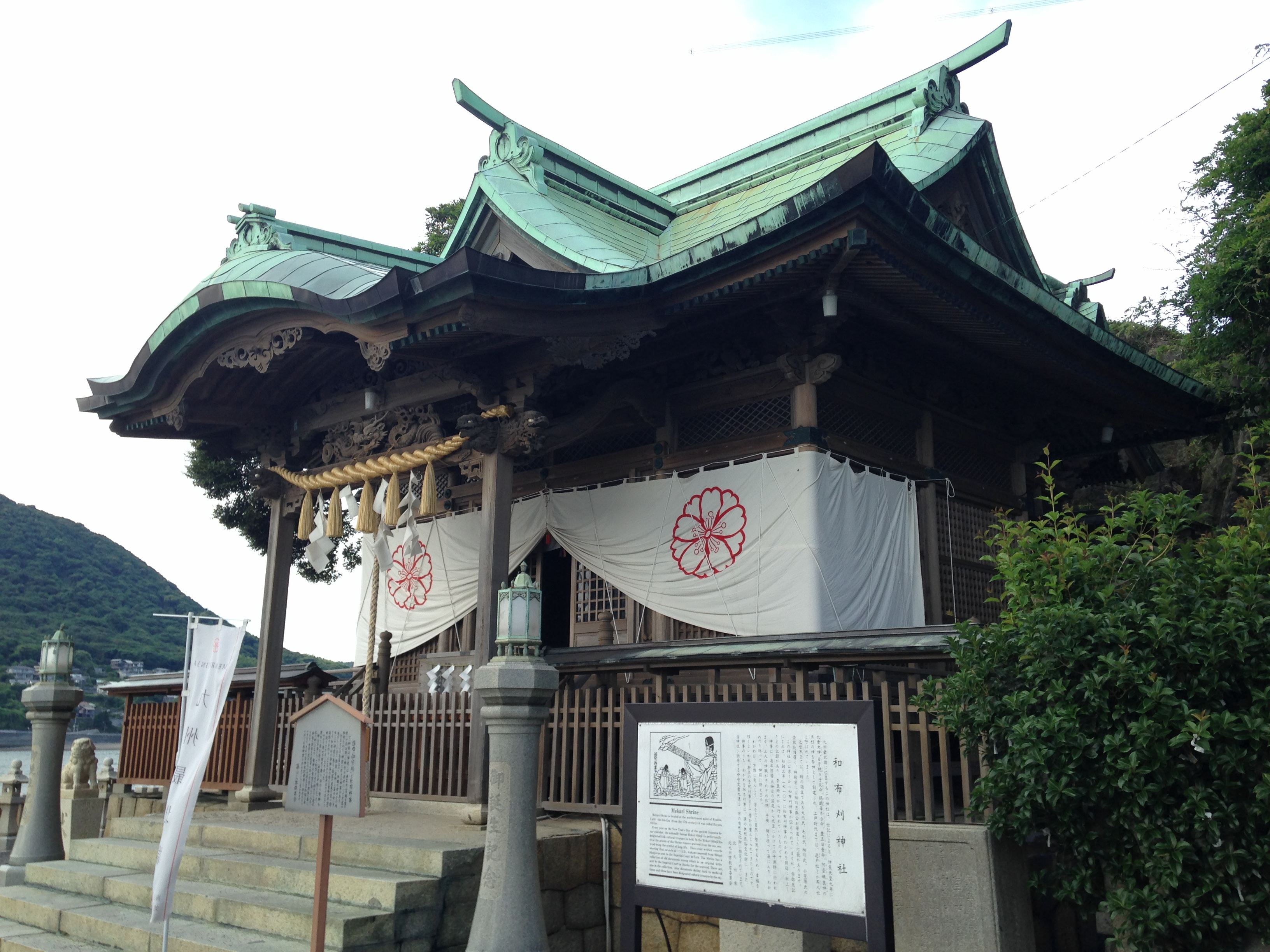
和布刈神社 拝殿

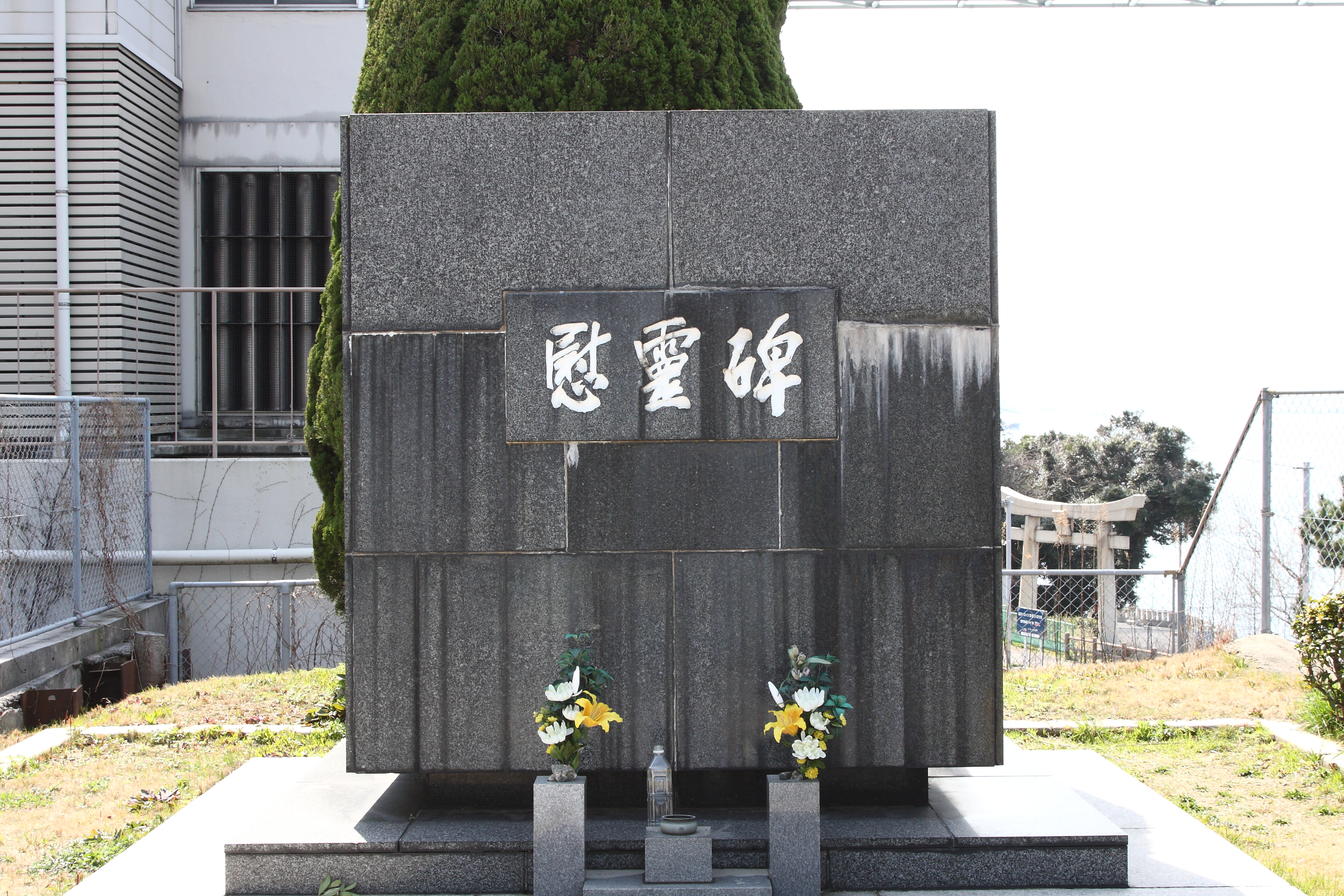
慰霊碑
（関門トンネル殉職者慰霊碑）

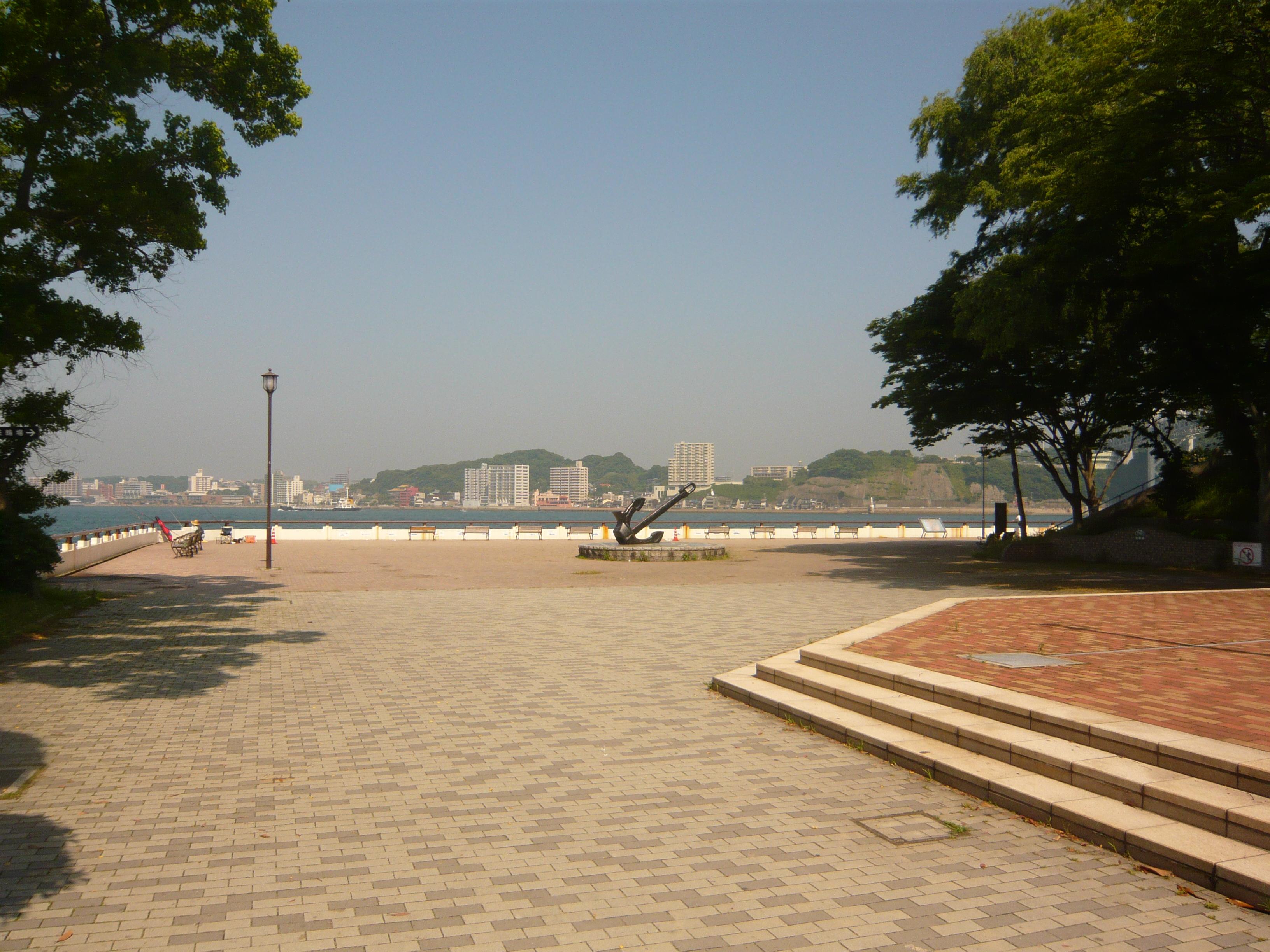
ノーフォーク広場

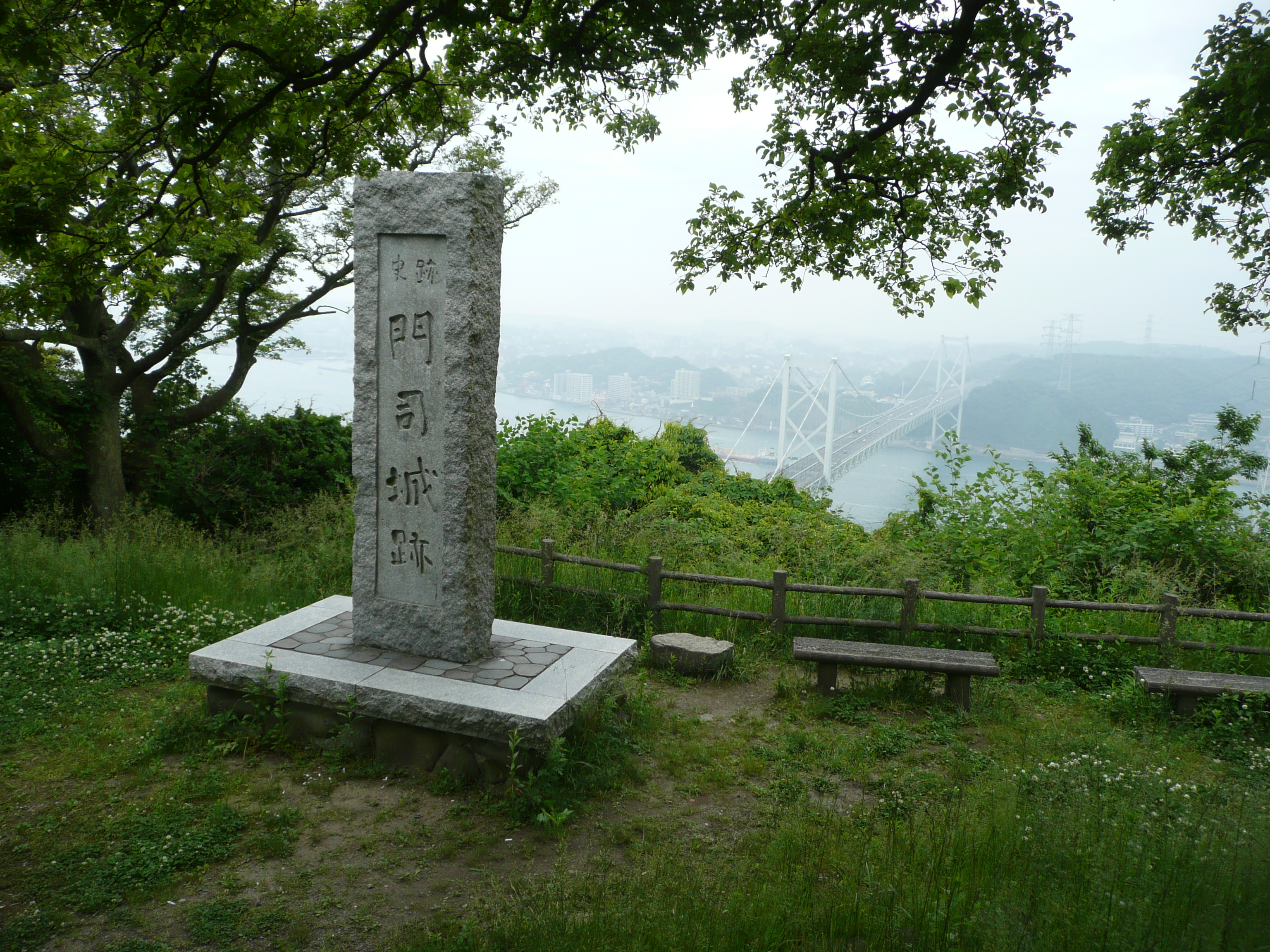
門司城跡

和布刈公園（めかり こうえん）は、福岡県北九州市門司区和布刈地区（大字門司、および、旧門司二丁目 ）にある都市公園 。総面積 37.1ヘクタール。
瀬戸内海国立公園指定区域で門司城跡を擁する古城山（標高175メートル）を取り込む形で一帯が公園として整備されている。門司港レトロ地区からも近く、関門海峡を臨める、かつての門司市、現在の北九州市を代表する観光地でもある。公園への連絡道路は一方通行である。

## 主な施設
- 福岡県道261号門司東本町線

当地域の中核的地形である古城山を、東麓から北麓へ、北麓から西麓へ、西麓から南麓へと回り込む県道で、その道筋は和布刈公園の外縁を綺麗になぞっている（南東麓だけはなぞっていない）。
- めかり潮風市場

古城山を東麓から北麓へ回り込んだ先に所在し、北麓の出入口的区域に位置するレストラン（代表的住所：門司3491-16）で、2両編成の鉄道車両静態展示施設が附属する。同じく回り込む形で敷設されている平成筑豊鉄道門司港レトロ観光線（北九州銀行レトロライン）の関門海峡めかり駅と近接する。
車両は、EF30 1号機関車（■右列に画像あり）、および、オハフ33 488号客車。これらは勝山公園に保存されていたが、2009年（平成21年）4月26日の門司港レトロ観光線（やまぎんレトロライン）開通に先立ち、同年1月10日から2日間に亘って移設作業が行われた。オハフ33 488 は2010年（平成22年）に修復・改装され、車内の座席の一部を撤去して軽食・飲物を販売するカウンターを設置し、休憩室・喫茶室に改造された（レトロ観光線運行日のみ営業）。
オハフ33形については2024年（令和6年）2月に改装のため座席が取り外されたが、リサイクル業者によってネットオークションに無断で出品され、12脚のうち10脚は回収されたが2脚は所在不明となっている。
- めかり潮風広場 [4]

鉄道車両静態展示の西、プールの東に所在する広場で、公園遊具「タコの山」の全国的にも特筆すべき一つであるタコ山（■右列に画像あり）や、海峡を一望できる芝生広場がある。
タコ山は2010年（平成22年）に設置されたもので、高さ約6メートル・最大幅約20メートルは国内最大級。少し離れた場所にはタコの足先を模した水飲み場もある。なお、北九州市による正式名称ははっきりしないが、新聞などで用いられる名称として「タコ山」がある。もっとも、全国的には「タコの山」という名称のほうが通りがよい。
- 塩水プール（和布刈塩水プール）

タコ山の西、駐車場の東に所在する。夏季のみ営業する市営屋外プールであり、日本でも数少ない海水を利用したプール。プールは50メートル・25メートル・幼児用・遊戯用の大小4面があり、有料ながら利用料金は格安（2010年代：2時間制限で、大人・高校生240円、中学生130円、小学生70円、幼児50円）。■右列に画像あり。
- めかり公園駐車場

塩水プールの西に所在する最も大きい無料駐車場。
- フランス水兵戦死者の記念碑（唐人墓）

北麓の駐車場の北西に建つ。元治元年8月5日・6日（グレゴリオ暦換算：1864年9月5日・6日）に起こった馬関戦争（下関戦争の一戦で、英米仏蘭の四国連合艦隊と長州藩の戦い）で戦死したフランス軍水兵10名のための慰霊碑で、1895年（明治28年）、フランス人宣教師エメ・ヴィリヨン神父によって門司港近くの大久保に建立された。それが現在所在地へ移されたのは1971年（昭和46年）12月、この海で戦死した霊を平和で美しい関門海峡の景観で慰めようとのことであった。
- 門司埼灯台（もじさき とうだい）

北西端に位置する岬である潮見鼻（しおみはな）に所在する灯台 。早鞆瀬戸（はやとものせと）を挟んで対岸には壇ノ浦古戦場などがある。
座標 33 57.7 N 130 57.8 E。1924年（大正13年）7月、初点灯。白塔形。塔高7.6メートル、灯高9.9メートル。光度8,500カンデラ、光達距離13海里。
- 慰霊碑（関門トンネル殉職者慰霊碑）

関門トンネル（関門国道トンネル）の近傍（北側）に建つ。■右列に画像あり。
- 関門トンネル人道入口（門司側）

関門トンネル（関門国道トンネル）の徒歩でも通行できる人道トンネルの、門司側の入口。門司埼灯台の真南、フランス水兵戦死者の記念碑の真西、和布刈神社の北東に所在する。
- 和布刈神社（めかり じんじゃ）

区域の西の端に所在する、九州最北の神社で、門司区最古の神社。住所は門司区門司3492。足利尊氏や大内義弘が社殿を建造した。毎年旧暦元旦の未明に行われる「和布刈神事」が有名。■右列に画像あり。
- めかり観潮遊歩道

ノーフォーク広場を起点に、関門橋の下をくぐって和布刈神社を経、めかり潮風広場まで、南北に約900メートル続く海岸沿いの遊歩道。護岸は天然御影石が階段状に積まれている。
- ノーフォーク広場

住所は旧門司二丁目5 。南西端に位置する岬である柁ヶ鼻（だがはな）の、そのまた突端に所在する広場。柁ヶ鼻と対岸にある壇ノ浦の間には早鞆瀬戸（はやとものせと）があるが、「柁ヶ鼻」の名が示すとおり、この海域は柁（かじ）を取るのも容易でない難所であった。従って、ここからは、関門海峡を行き交う船や、最大9ノット（時速約16.7キロメートル）の速さで川のように流れる潮流を見ることができる。平成筑豊鉄道門司港レトロ観光線（やまぎんレトロライン）のノーフォーク広場駅は最寄り駅。■右列に画像あり。
かつての門司市（現在の北九州市門司区）とアメリカ合衆国バージニア州のノーフォーク市が、1959年（昭和34年）に姉妹都市盟約を締結しており、この広場はそれにちなみ、、ノーフォーク市にある海浜公園をイメージして整備された。
- 和布刈第二展望台（めかり第二展望台）

古城山の西側山腹、門司城跡の西に所在する大型展望台で、関門海峡とそこに架かる関門橋を一望できる。ここにある「源平壇之浦合戦絵巻壁画」（■右列に画像あり）は、1400枚もの有田焼の陶板で構成された国内最大級の陶板壁画で、壇ノ浦の合戦絵巻となっている。
- ≪かつてあった施設≫ 国民宿舎 めかり山荘

古城山の山腹に所在した北九州市営の国民宿舎。住所は門司区門司3270-8-3。1963年（昭和38年）2月開業。老朽化のため、2012年（平成24年）3月31日をもって閉鎖され、翌2013年（平成25年）1月には解体工事が終わって更地になった。跡地には燦キャピタルマネージメントによる地上4階建てのリゾートホテルが2014年度（平成26年度）中に完成する予定であったが、長らく何の情報も確認できないことから、計画は頓挫したと考えられる。
- 門司城跡

古城山の山頂と周辺一帯、住所でいうところの門司区大字門司字古城山に所在する門司城の城跡 。北九州市指定史跡。石垣・石段・曲輪・城門跡が遺り、山頂には「史蹟 門司城跡」と刻まれた石標と、歌碑が建つ。

## ロケ地
バーの女性店主に扮する女優・小雪をイメージキャラクターとするサントリー角瓶（角ハイボール）のテレビCMシリーズが2007年（平成19年）秋に始まったが、第3弾の『港町 夜』篇では和布刈公園の第二展望台がロケ地になり、門司港の夜景と共に映像化された。
ノーフォーク広場は、、映画『海猿』のロケ地になった。

## 交通アクセス
- 平成筑豊鉄道門司港レトロ観光線ノーフォーク広場駅より徒歩18分（1.5km）、関門海峡めかり駅より徒歩4分 (400m)
- JR九州鹿児島本線門司港駅より西鉄バス和布刈ゆきに乗車し「和布刈公園前」下車徒歩13分（1.1km）
- 関門橋門司港インターチェンジより3.6km、九州自動車道門司インターチェンジより5.5km
- 北九州高速4号線春日出入口より4.4km